# Siba AB
SIBA AB — шведская компания. Основана в 1951 году Фольке Бенгтссоном. Работает в области розничных продаж электроники и бытовой техники. Компания на конец 2006 года владела 58 магазинами в Швеции, Норвегии и Дании.
В настоящее время исполнительным директором компании является Фабиан Бенгтссон, сын основателя компании. 16 января 2005 года он был похищен с целью получения выкупа. 3 февраля того же года он был обнаружен живым и невредимым.